# Kongsbergs silververk

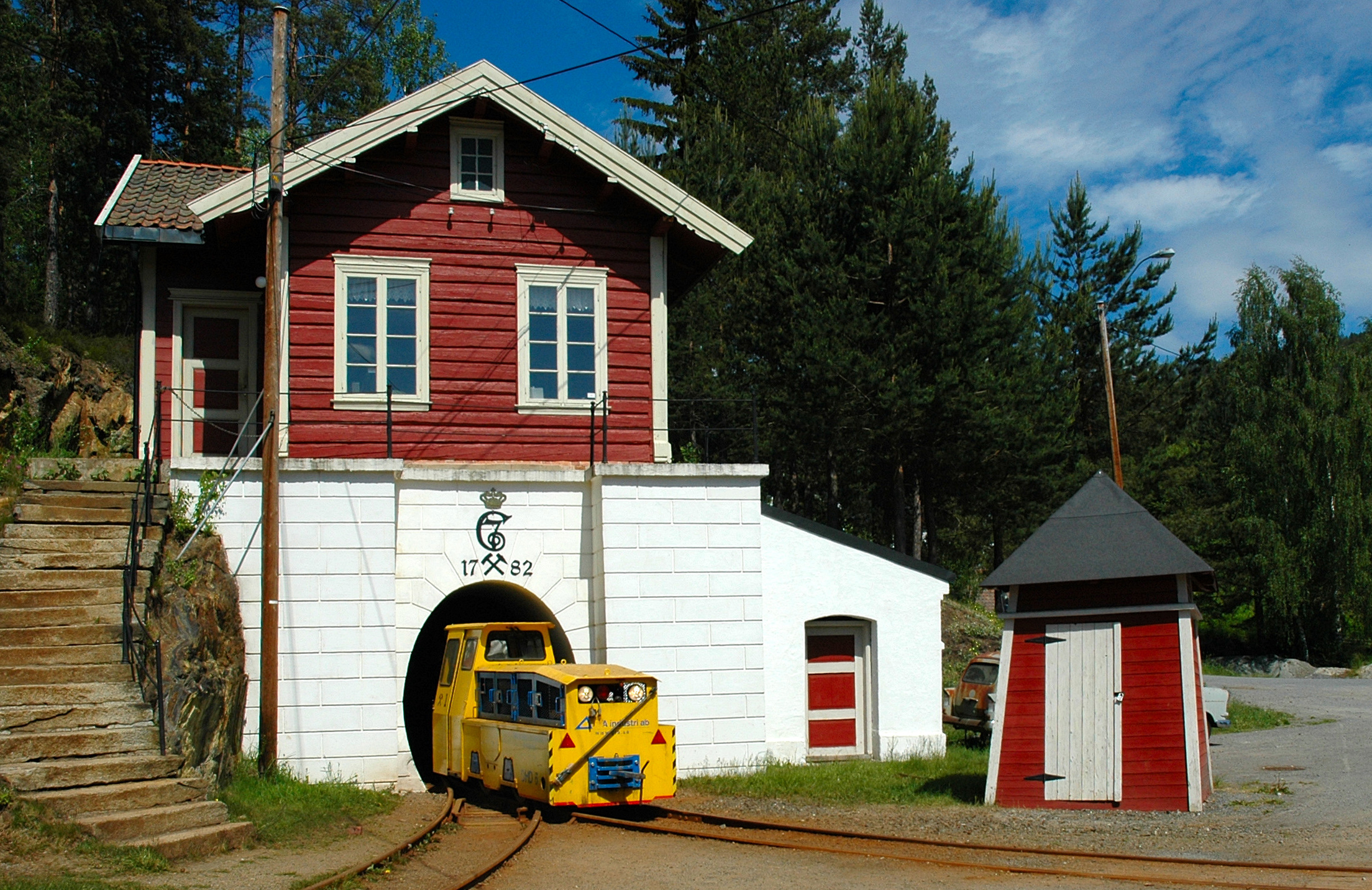
Ett gruvtåg vid ingången till Christian 7. stoll i Saggrenda, Kongsberg.

Kongsbergs silververk var  silvergruvor, belägna väster om staden Kongsberg i Norge. 
Den första gruvan startades 1623. De äldsta gruvorna låg på övre området, Overberget; senare öppnades gruvdrift på det nedanför liggande Underberget. Gruvorna drevs dels för kungens, dels för privata kompaniers räkning, tills de 1683 övertogs av staten. Verkets förnämsta blomstringstid inföll 1760–1770. Sedermera gick driften sämre; och då utgifterna under en följd av år överstigit inkomsterna, upphörde man 1805 att bearbeta gruvorna. År 1816 upptogs arbetet ånyo, ehuru efter en mindre måttstock, och från 1830 gav det årligen överskott, störst 1833. Under senare år var lönsamheten sämre och verksamheten nedlades slutgiltigt 1957.